# Von Neumann (Mondkrater)

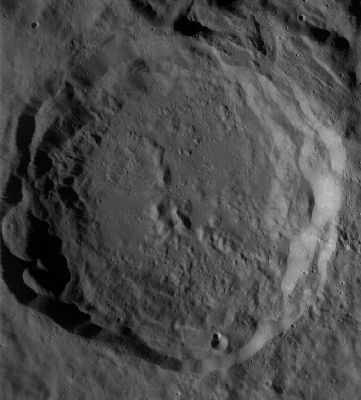
Von Neumann Mondkrater

Von Neumann ist ein Einschlagkrater auf der Nordhalbkugel der Mondrückseite.

## Lage
Der Mondkrater berührt nahezu den südsüdwestlichen Rand des Großkraters Campbell. Am nordöstlichen Rand schließt sich der Krater Ley an, der von den äußeren Ausläufern leicht überlappt wird. Im Westen liegt der auffällige Krater Wiener und südsüdwestlich Nikolayev.
Der Krater kann von der Erde aus nicht direkt beobachtet werden.

## Beschaffenheit
Von Neumann besitzt einen breiten inneren Kraterwall mit zahlreichen Terrassen. Die Breite dieses Walls variiert und ist im Süden am größten. An der Stelle der größten Annäherung an Campbell im Nordwesten des Kraters sind einige Geröllhalden erkennbar. Die Grenzfläche zwischen den beiden Kratern ist wie die restliche Umgebung uneben und zerklüftet. Der Kraterumriss ist grob kreisförmig und erscheint im Südwesten etwas glatter.
Der Kraterboden ist auf der Westseite nahezu eben. Von Süden nach Norden durchquert eine kleine Hügelkette das Kraterinnere und auf der Ostseite ist die Oberfläche unebener. Das Kraterinnere und die Flanken weisen keine besonderen Einschlagspuren auf.